# 11비트 스튜디오
11비트 스튜디오(11 Bit Studios)는 폴란드 바르샤바에 위치한 비디오 게임 개발사이다. 이 스튜디오는 CD 프로젝트와 메트로폴리스 소프트웨어의 전 직원들에 의해 2010년 설립되었다. 어노말리: 워존 어스(2011년), 디스 워 오브 마인(2014년), 프로스트펑크(2018년)을 개발한 것으로 유명하다.

## 개발한 게임
- 디스 워 오브 마인
- 프로스트펑크